# پلکو
پلکو، روستایی است از توابع بخش مرکزی شهرستان رشت در استان گیلان ایران.
این روستا از شمال به جاده رشت به لاهیجان و از جنوب پس از روستای دلچه به جاده کوچصفهان به سنگر متصل است و از شرق به روستای تورانسرا و از غرب به روستای توسراوندان از توابع رشت متصل می‌باشد.
در سال ۹۰ پروژه گاز رسانی به این روستا به پایان رسید و تا کنون فاقد آب شهری می‌باشد. مساحت جاده اصلی این روستا بیش از ۶ کیلومتر می‌باشد که تقریباً تمامی آن آسفالت می‌باشد.

## جمعیت
این روستا در دهستان حومه قرار دارد و براساس سرشماری مرکز آمار ایران در سال ۱۳۸۵، جمعیت آن ۹۷۶ نفر (۲۸۵خانوار) بوده است.